# Estación Merlo
Merlo es una estación ferroviaria ubicada en la ciudad del mismo nombre, en la provincia de Buenos Aires, Argentina.

## Servicios
Forma parte del Ferrocarril Domingo Faustino Sarmiento en dos de sus ramales.
Es un centro de transferencia intermedio del servicio que se presta entre las estaciones Once y Moreno; y es la estación terminal del ramal que se dirige a la ciudad de Lobos.
Junto con la de Morón, es una de las estaciones más transitadas de la línea, respecto a las demás que funcionan en esta parte del oeste del Gran Buenos Aires.
Los servicios de media distancia de Trenes Argentinos que parten de la Estación Bragado hacia la estación Once, no efectúan parada en esta estación.

## Ubicación e Infraestructura
Se encuentra ubicada entre las calles Moreno y Pres. H. Cámpora, entre Sarandí y la Avenida Presidente Juan D. Perón (Av. Rivadavia). La avenida Perón/Rivadavia circula en sentido paralelo al tren; no obstante, en la intersección con la calle Libertad (a una cuadra de la estación) cambia de dirección y pasa a ser perpendicular a las vías. Una vez que la avenida cruza las vías del Sarmiento, la avenida vuelve a correr en paralelo con la línea de ferrocarril.
Posee tres andenes, uno central para el servicio Once-Moreno, otro para el servicio a Lobos y otro que antes era del ramal Once-Mercedes (Actualmente cancelado) y por unas semanas, la terminal del ramal Merlo-Puerto Madero (Actualmente cancelado). Hoy en día el andén 4 (El andén número 3 se encuentra paralelo a los andenes del servicio a Lobos, numerados 5-7 -siendo el virtual 'andén 6' el mero espacio entre ambas vías de ingreso a la estación) está abandonado e intacto, uno de los pocos andenes que quedan del ramal Merlo-Puerto Madero, junto con el de Haedo y Puerto Madero.
Posee dos entradas:
- La más transitada es a través del túnel peatonal que une la estación con los lados norte y sur respectivamente, al sur con la calle Moreno y la plaza de la ciudad sobre la aún paralela Avenida Perón.

- Y la otra entrada a través del paso a nivel de la Avenida Perón (Lado sur, en perpendicular a las vías) y la calle Solanet (Lado norte).

## Historia
La Estación fue habilitada el 11 de diciembre de 1859 en las tierras donadas por doña Manuela Calderón, madre de Juan Dillon, primer juez de paz de Merlo. Por ese entonces las vías llegaban hasta el Río Reconquista y se encontraban en plena construcción el puente sobre el río y el camino a la estación de Moreno.
Durante las epidemias de cólera (1867) y fiebre amarilla (1871) muchos vecinos de Buenos Aires escaparon hacia la campaña y eran atendidos en los andenes de la estación de Merlo.

### Los incidentes de septiembre de 2008
El jueves 4 de septiembre de 2008 alrededor de las 8 de la mañana se produjeron serios incidentes en la Estación Merlo que culminó con el incendio de siete vagones de una formación de trenes y destrozos en la misma estación.

## Galería fotográfica

Fotografías antiguas
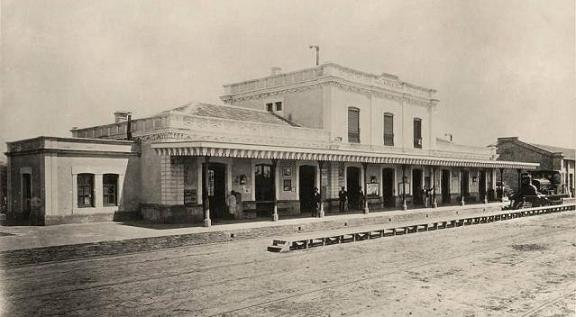
Edificio principal en 1880
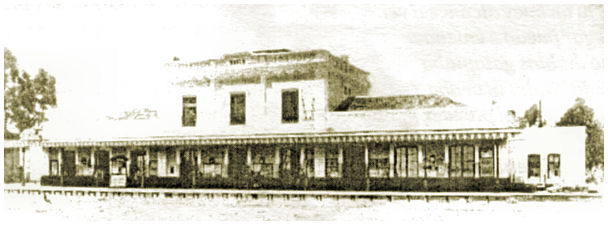
Edificio principal a principios del Siglo XX
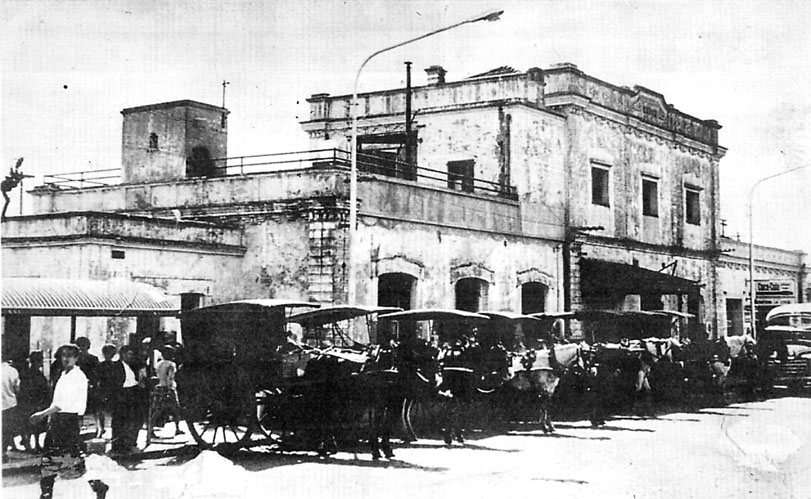
Edificio principal en 1940
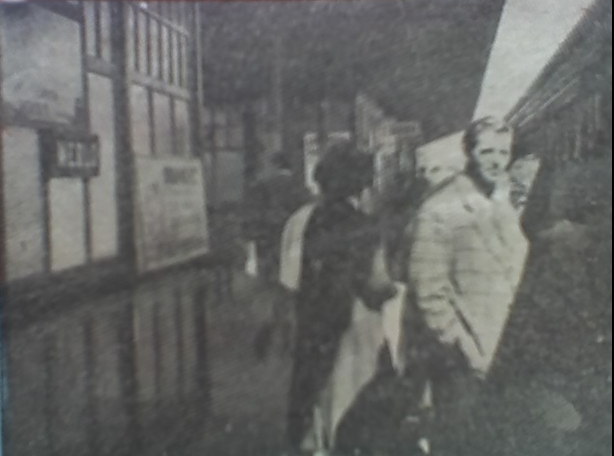
Estación en 1950
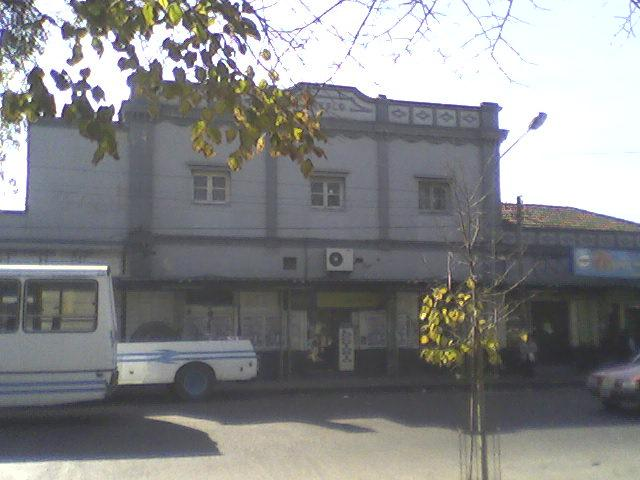
Edificio principal en 2007
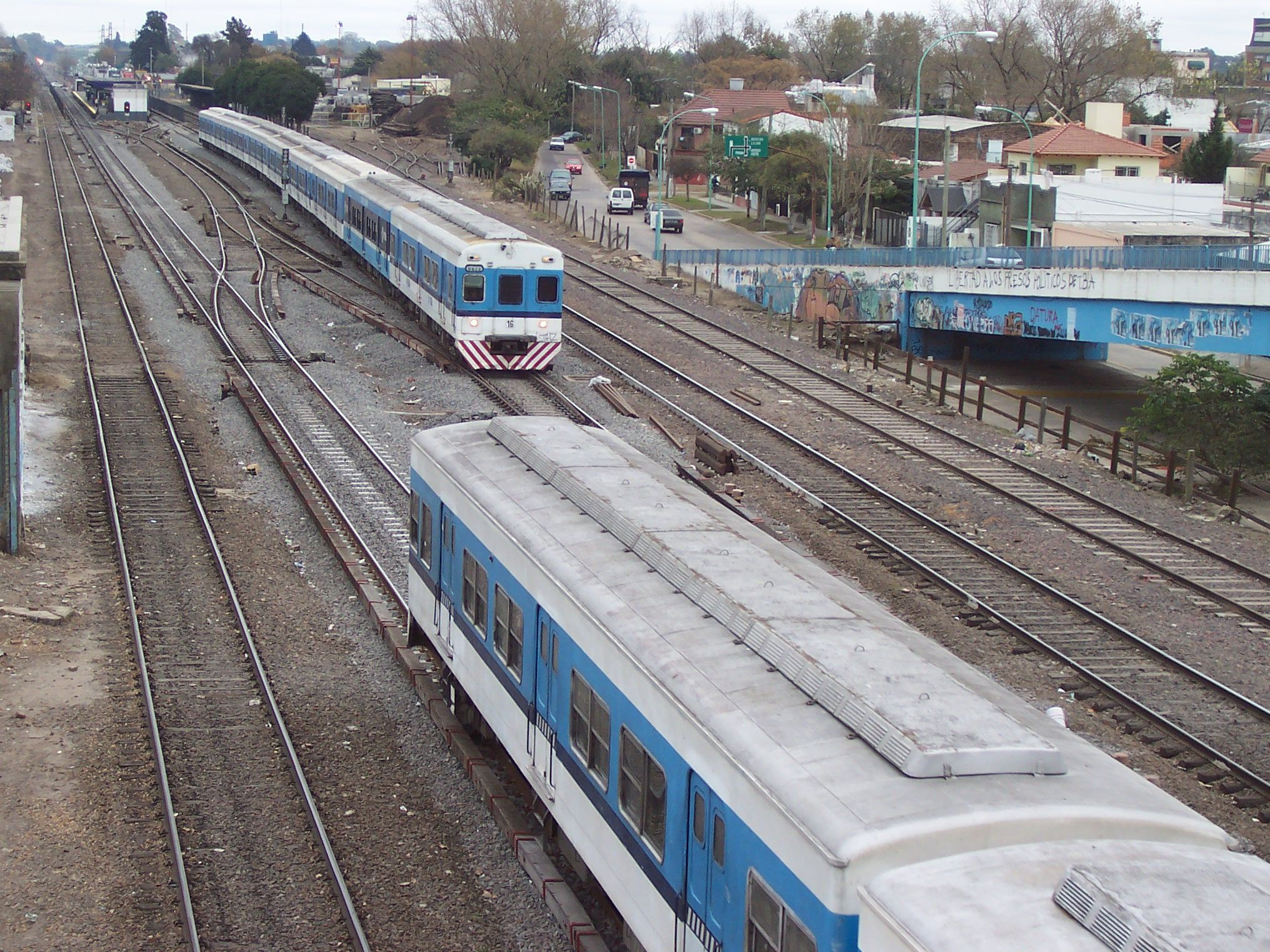
Vista de las formaciones en 2007
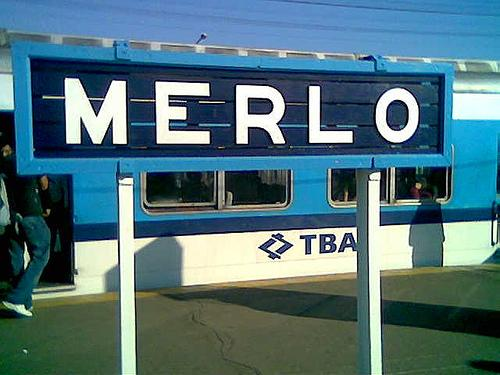
Cartel de identificación en 2007
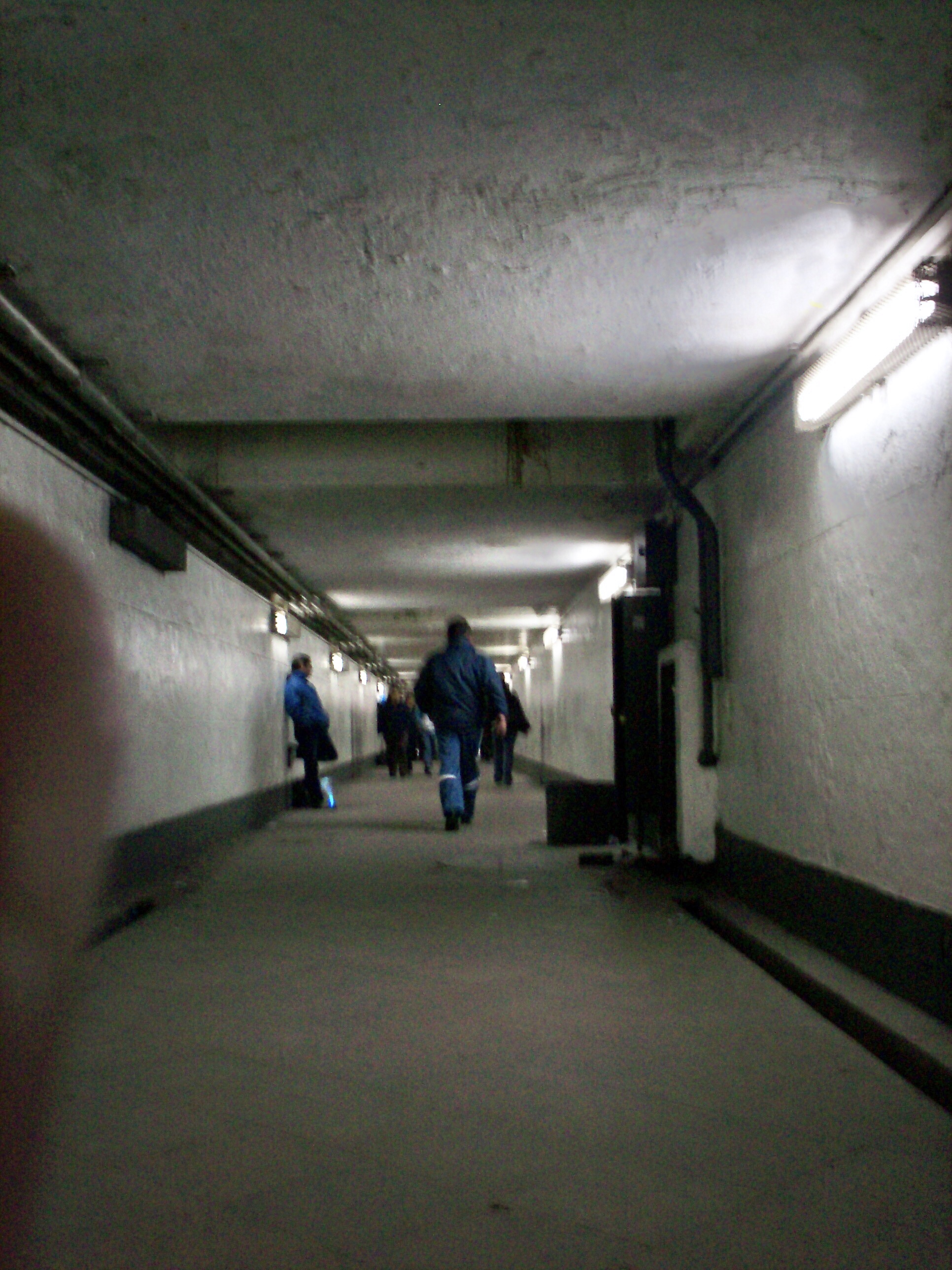
Túnel bajo la estación en 2007
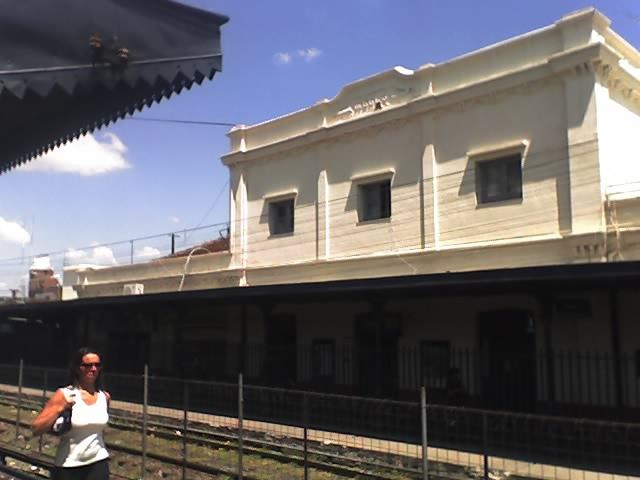
Edificio principal en 2008
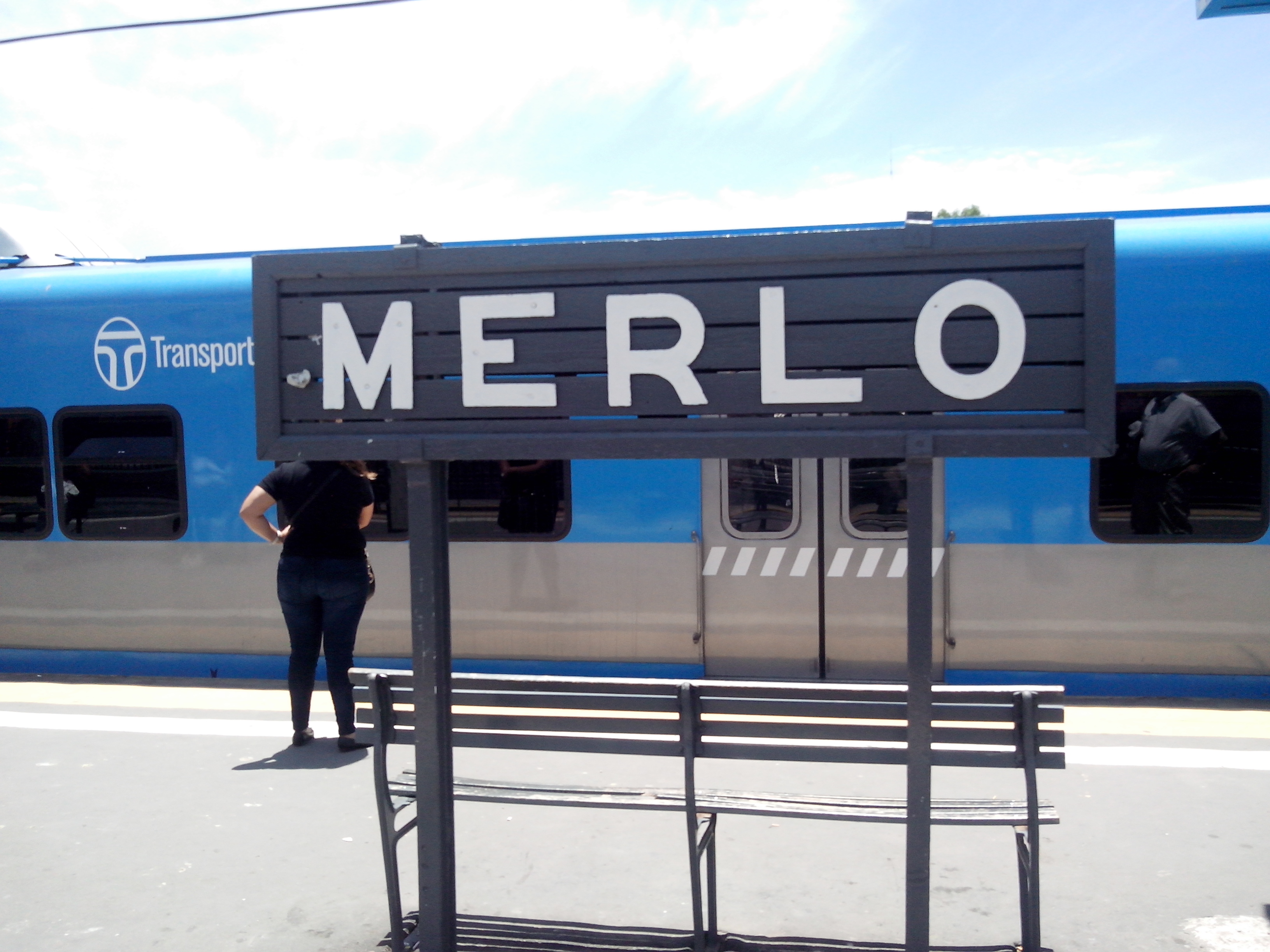
Cartel de identificación en 2013

Fotografías actuales
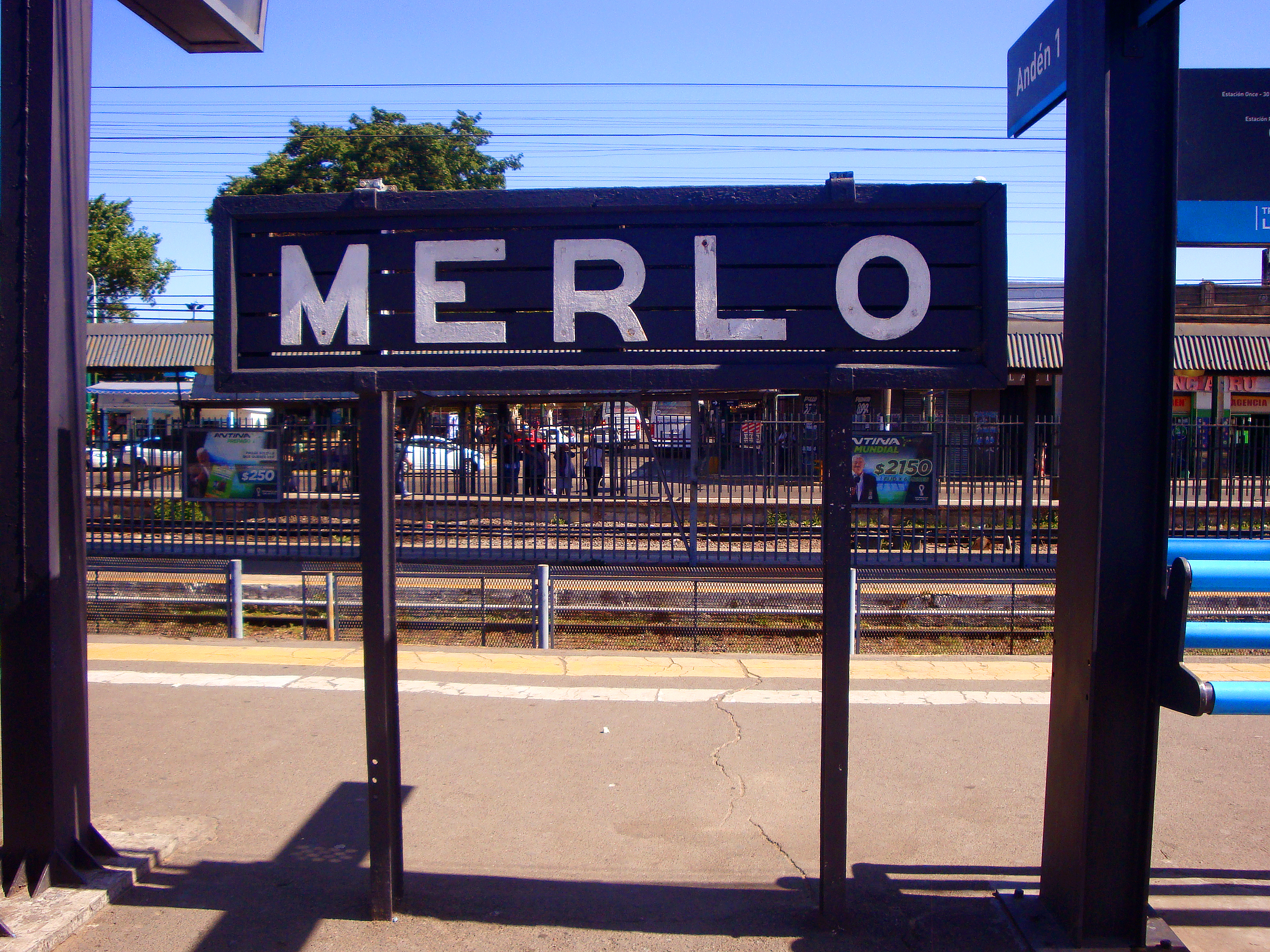
Cartel de identificación en 2022
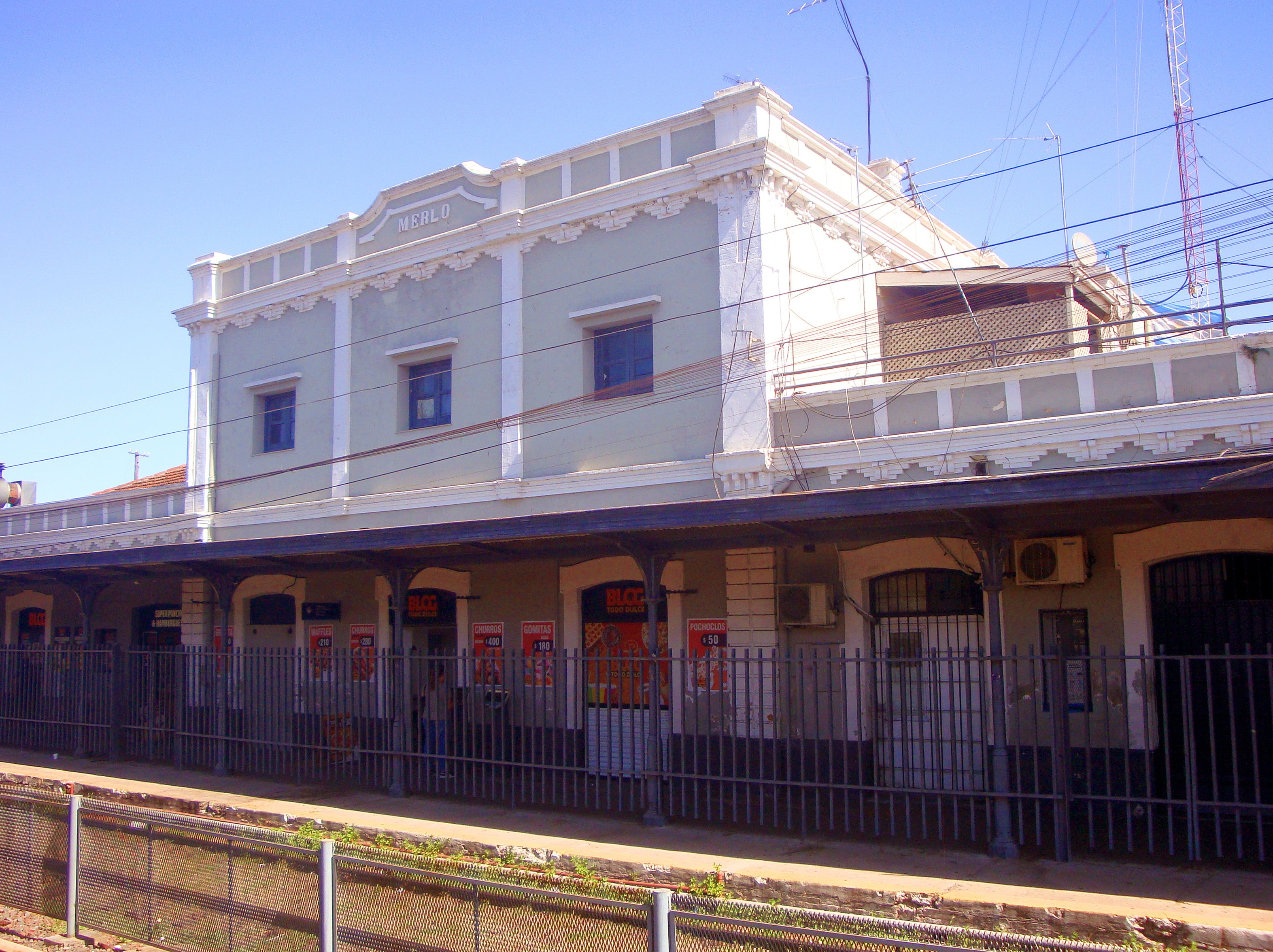
Edificio principal en 2022
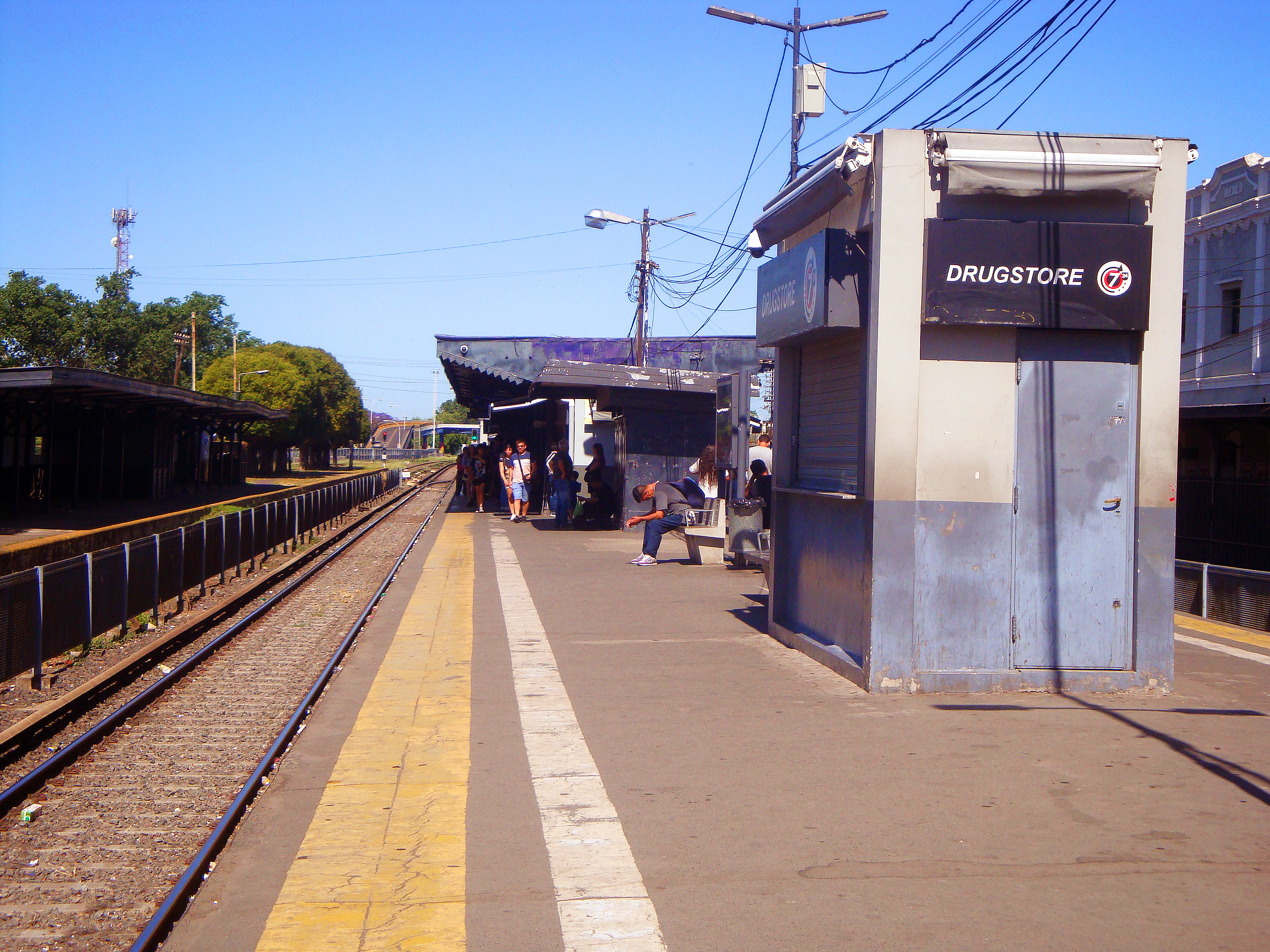
Vista del andén Once-Moreno
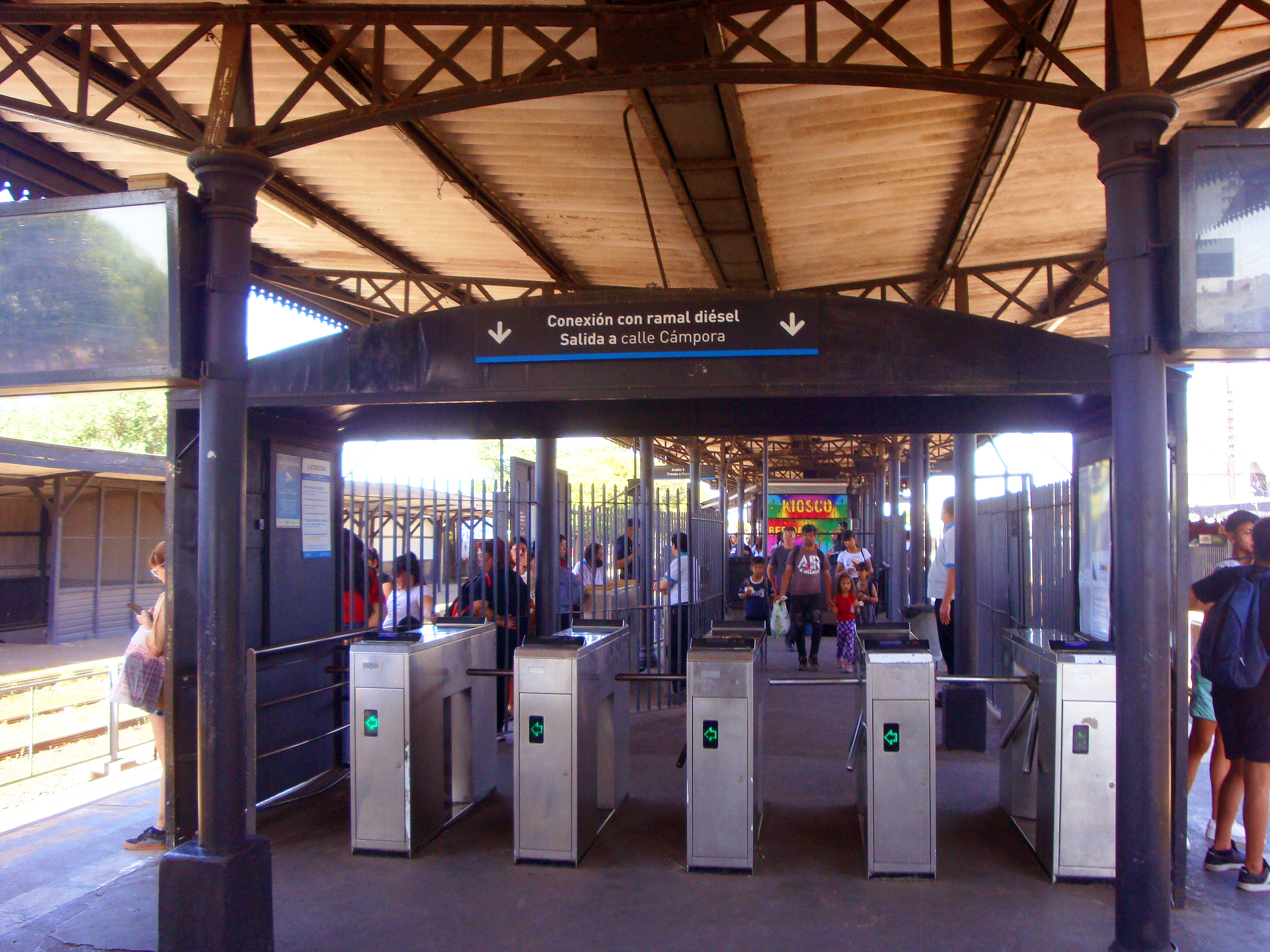
Acceso al túnel bajo la estación
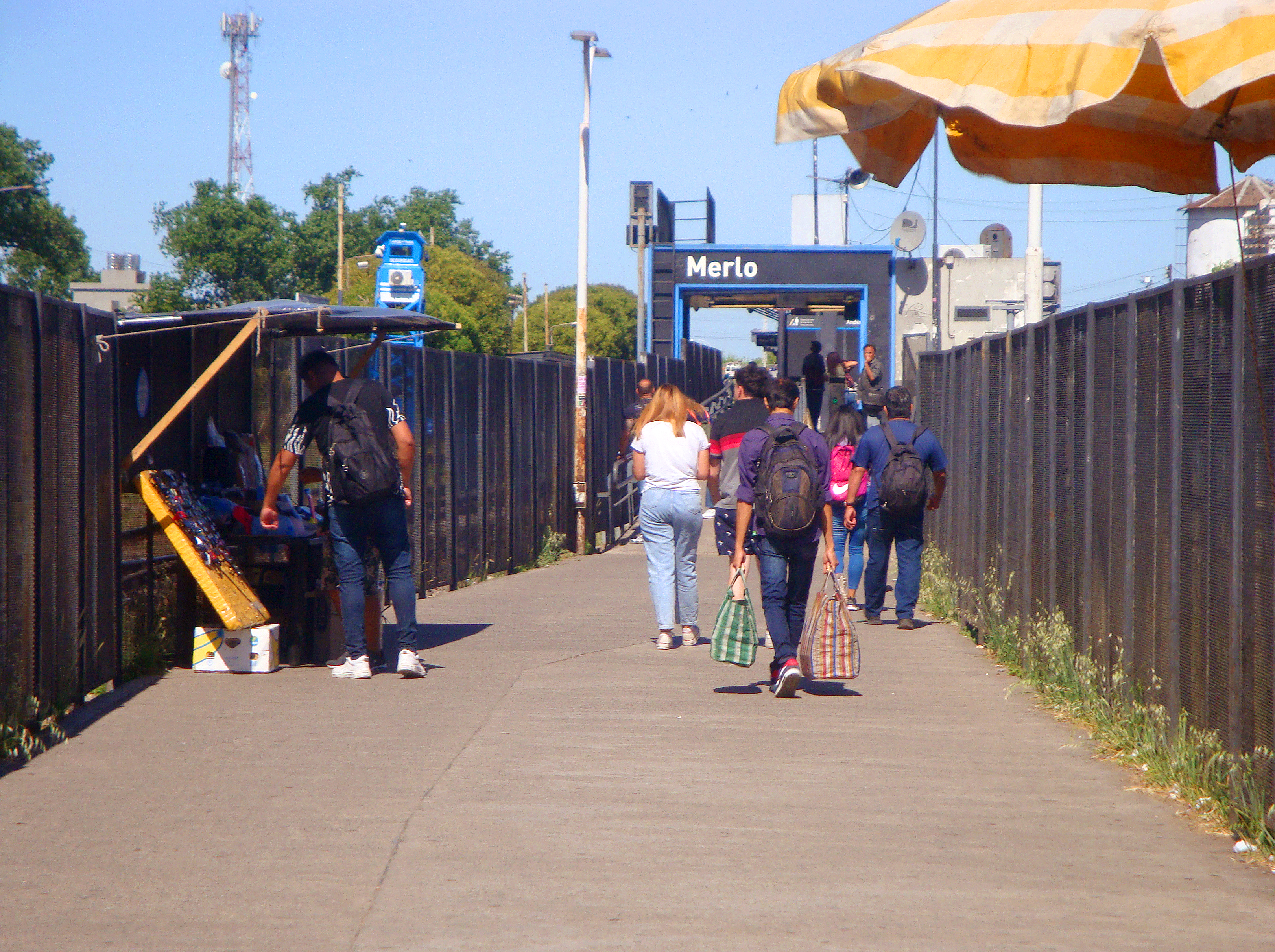
Pasillo de acceso desde la calle Libertad
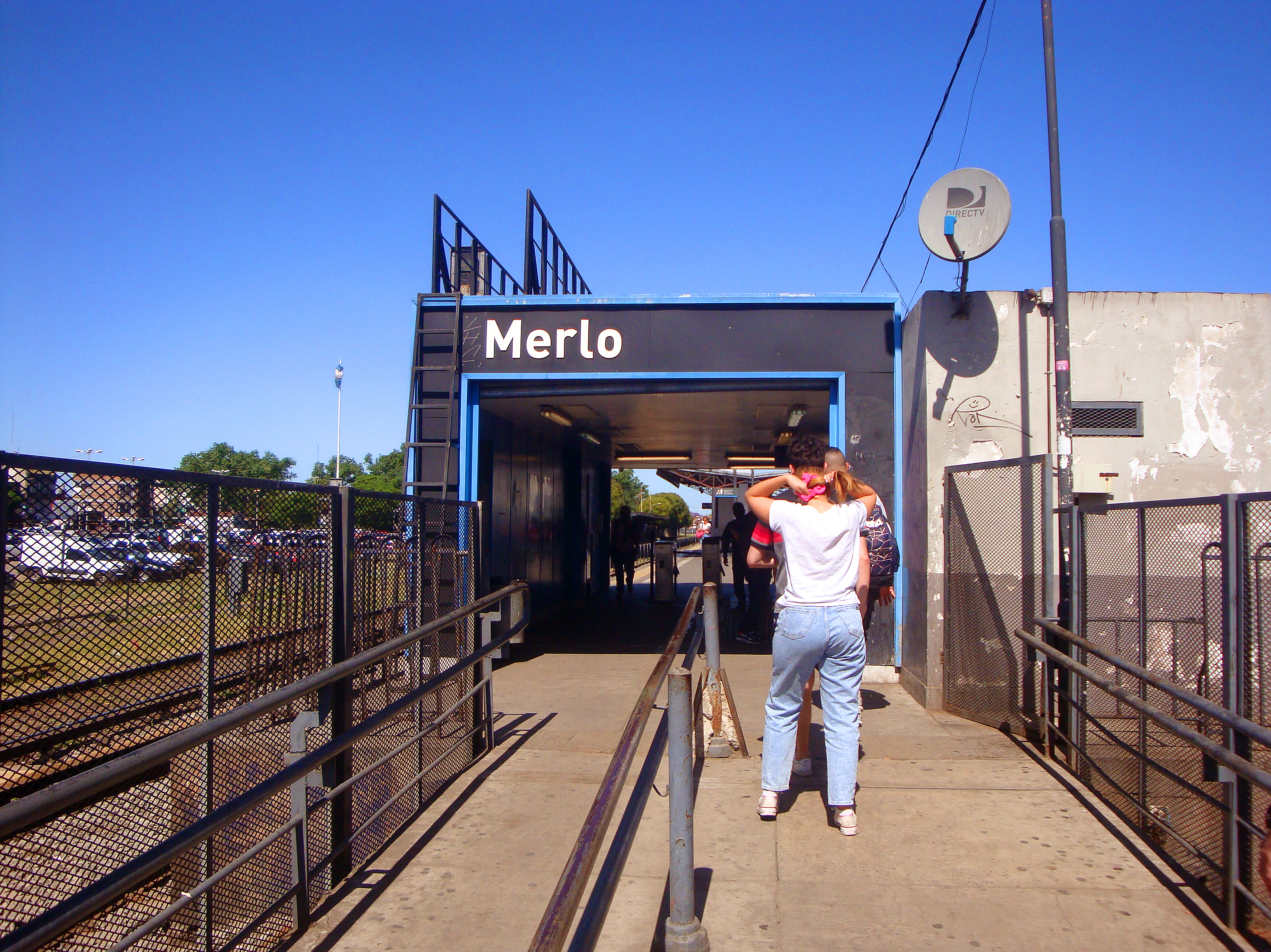
Acceso desde la calle Libertad
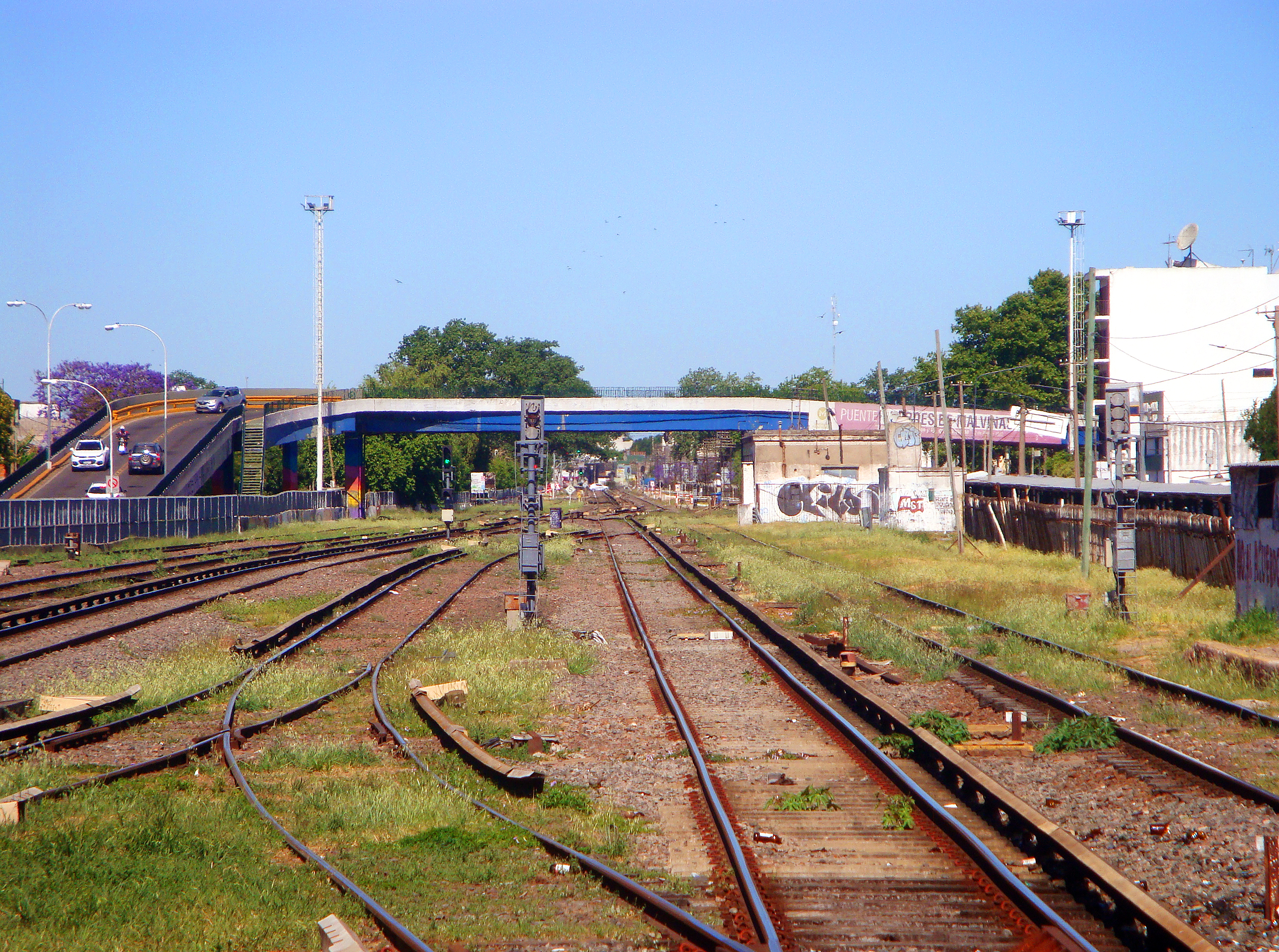
Panorama de las vías con vista hacia Padua
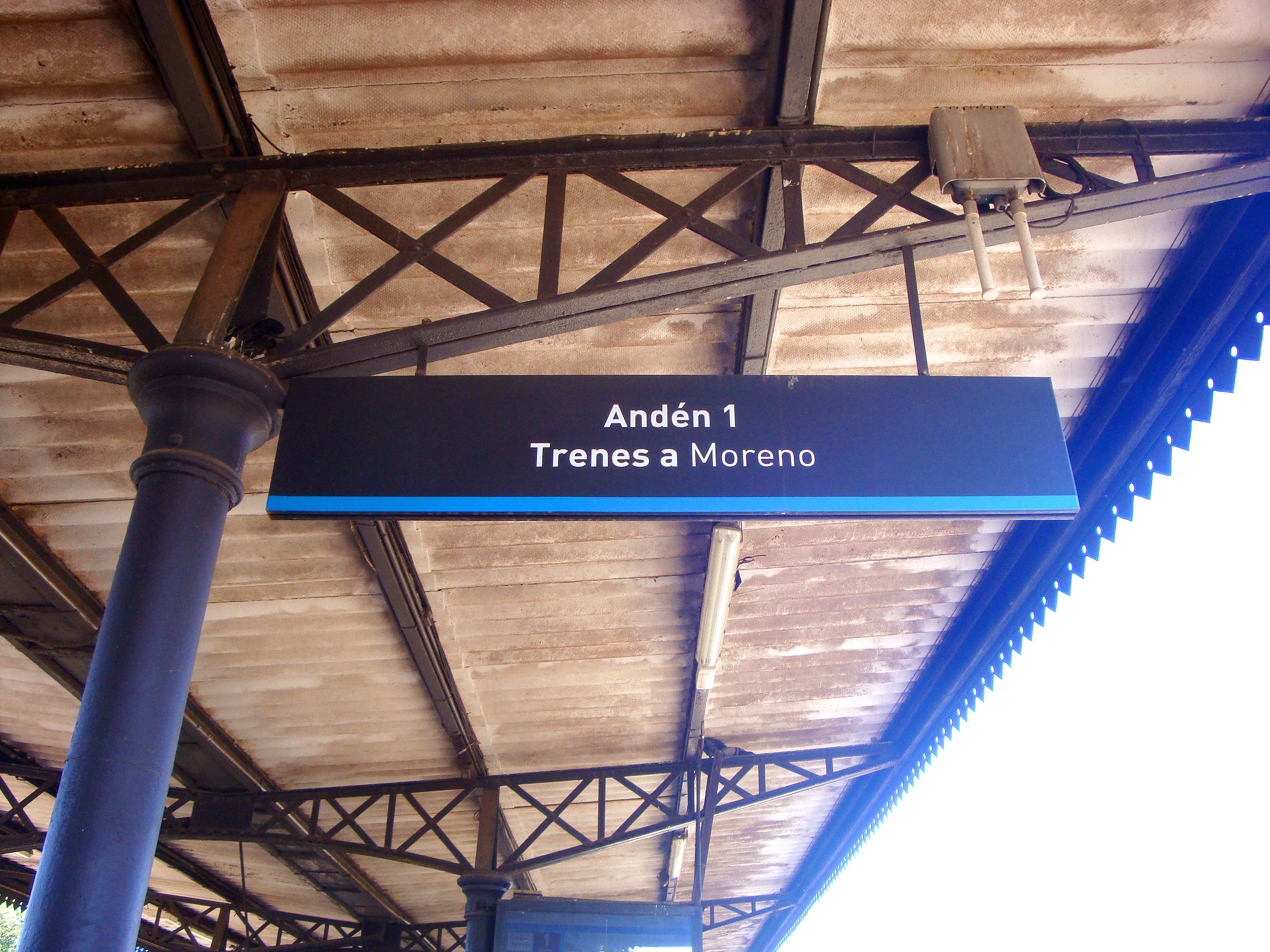
Señalética de la estación
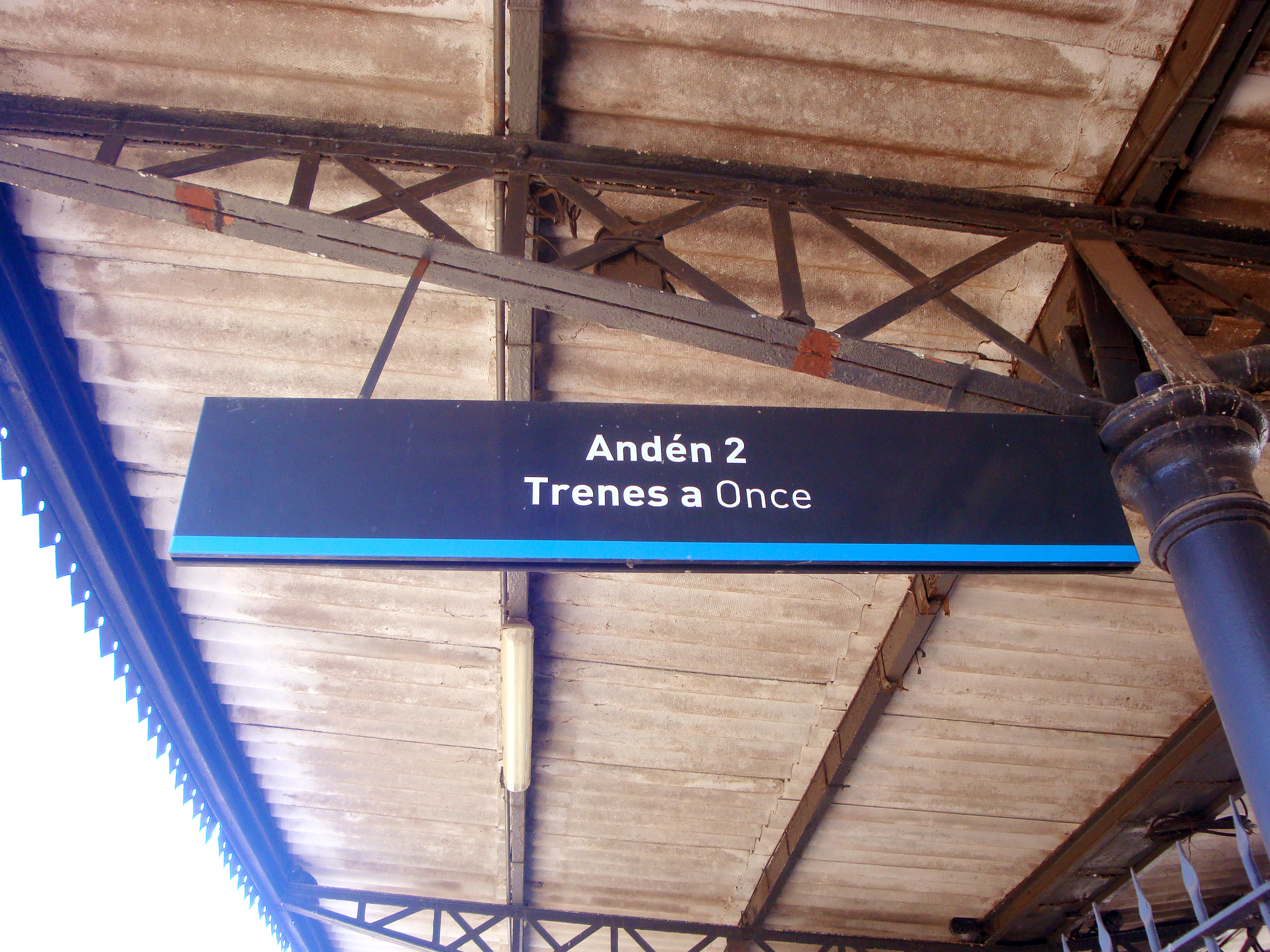
Señalética de la estación
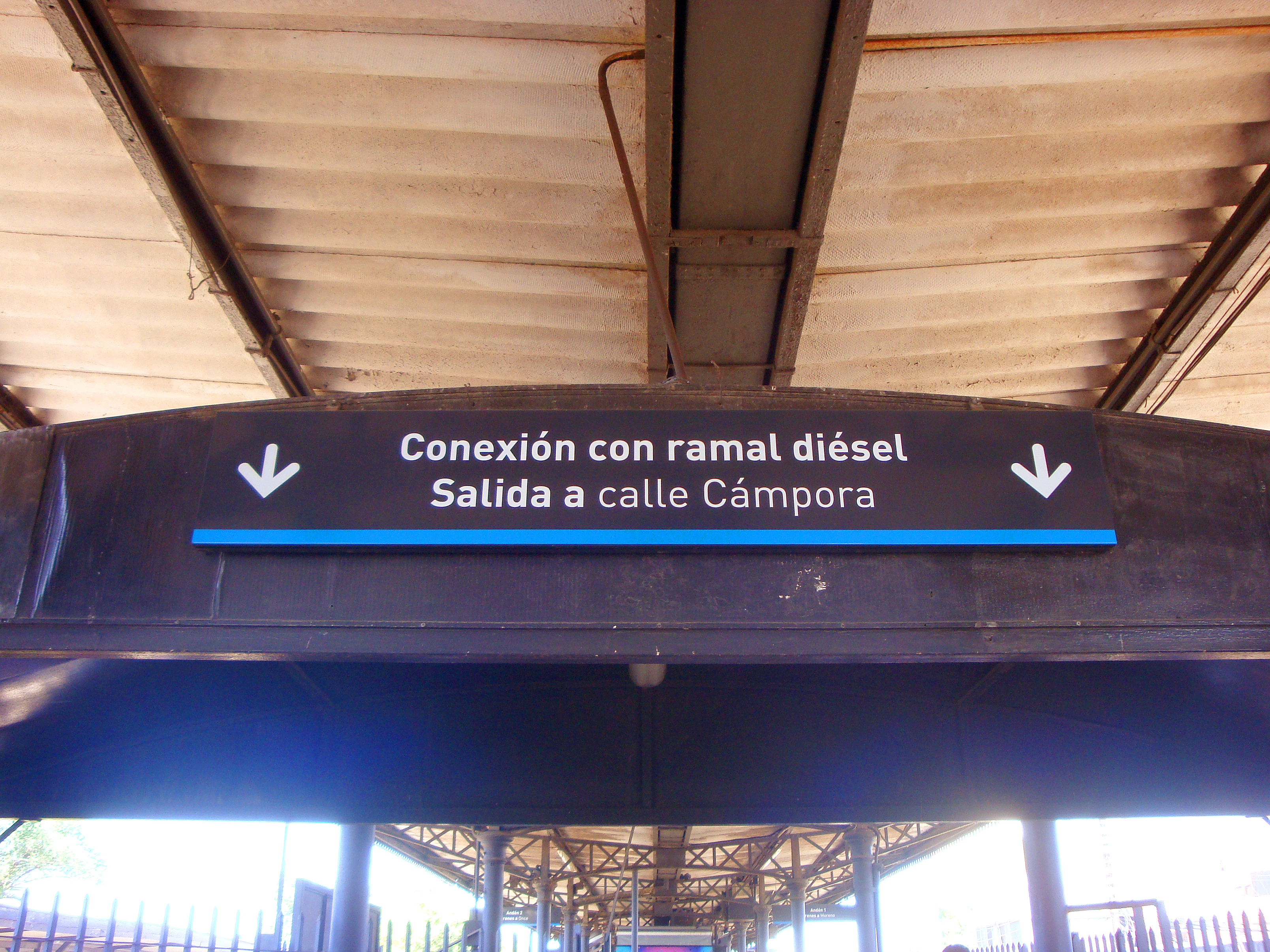
Señalética de la estación